# Stambena naselja berlinske moderne
Stambena naselja berlinske moderne se sastoje od šest subvencioniranih stanbenih kompleksa (Siedlungen) koji svjedoče o inovativnoj stambenoj politici za vrijeme Weimarske Republike (1910. – 1933.) kada je grad Berlin postao napredno socijalno, političko i kulturno središte Europe. Oni imaju odlike novih reformi koje su pridonijele poboljšanju stambenih i životnih uvjeta za ljude s niskim prihodima novim pristupom u urbanizmu, arhitekturi i vrtnom dizajnu. Kompleksi su također izuzetni primjeri novih urbanih i arhitektonskih oblika, svježih dizajnerskih rješenja, ali i tehničke i estetske inovacije.
Vodeći arhitekti tih projekata, kao što su Bruno Taut, Martin Wagner i Walter Gropius, bili su vodeći arhitekti koji su imali značajan utjecaj na razvoj stambene gradnje širom svijeta.
Ti stambeni kompleksi su:
- Bruno Taut, Gartenstadt Falkenberg, Bohnsdorf, 1913.-16.
- Bruno Taut, Siedlung Schillerpark, Wedding, 1924.-30.
- Bruno Taut, Großsiedlung Britz, Britz, 1925.-30.
- Bruno Taut, Wohnstadt Carl Legien, Prenzlauer Berg, 1928.-30.
- Otto Rudolf Salvisberg i Martin Wagner, Weiße Stadt, Reinickendorf, 1929.-31.

## Poveznice
- Bijeli grad Tel Aviva
- Vila Tugendhat, Brno
- Bauhaus, Dessau

## Vanjske poveznice
- Berlinska stambena naselja na UNESCOvim službenim stranicama